# Joachim Georg Darjes
Joachim Georg Darjes (ou Daries), né le 23 juin 1714 à Güstrow et mort le 17 juillet 1791 à Francfort-sur-l'Oder, est un pasteur luthérien, philosophe, juriste et économiste allemand.
D'abord disciple de Christian Wolff (1679-1754), Darjes avait cherché dans ses Éléments de métaphysique (1743) à intégrer le système wolffien dans le cadre de la scolastique tardive. Mais, à mesure qu'il approfondit la compréhension du système, les contradictions internes de ce dernier devenaient de plus en plus manifestes au point qu'il finit par en rejeter certains principes fondamentaux. C'est en 1748, sous l'influence de Christian August Crusius (1715-1775), qu'il publie ses Remarques sur quelques thèses de la métaphysique wolffienne, ouvrage dans lequel critique vigoureusement le principe de raison suffisante défendu par Wolff. Darjes apparait dès lors comme un adversaire déclaré du wolffianisme.

## Biographie
D’abord instruit par son père, pasteur à l’Église Marie de Güstrow, Darjes entra au Gymnasium à l’âge de 12 ans en 1726. Il fut admis en 1728 à l’université de Rostock où il étudia la théologie et la philosophie (il eut pour professeur Franz Albert Aepinus (de)), puis à partir de 1731 poursuivit à l’université d'Iéna des études de philosophie, de mathématique et d’histoire ecclésiale. Ses professeurs étaient Johann Georg Walch, Gottlieb Stolle, Johann Andreas Segner, Georg Erhard Hamberger, Johann Peter Reusch (de), Heinrich Köhler et Jakob Carpov, qui devint son tuteur. Sous l’influence de ce dernier, Darjes devint à cette époque un redoutable défenseur de la doctrine wolffienne.
Darjes s’était longuement entretenu avec son maître Carpov autour de la doctrine de la Trinité. Darjes entendait résoudre ce mystère par la voie de la seule raison. Impatient de communiquer à son maître sa démonstration, il lui envoya son manuscrit qui tomba dans de mauvaises mains et fut imprimé sans son autorisation. Ce texte publié à Iéna en 1734, intitulé De pluralitate personarum in Deitate ex solis rationis principiis demonstrata, soutient qu’il n’y a rien qui soit inexplicable en soi ; il n’existe que des « mystères relatifs », c’est-à-dire de vérités inexpliquées mais non point inexplicables, car ce qui est inexplicable est tout simplement impensable. Il est donc possible pour Darjes de démontrer la doctrine de la Trinité, ce qui le conduit logiquement à affirmer que cette doctrine n’est pas un mystère. Cet écrit provoqua évidemment un véritable scandale et Darjes fut accusé d’athéisme. Cette accusation brisa définitivement sa carrière au sein de la Faculté de Théologie, et on l’exhorta à ne traiter que des questions proprement philosophiques.
Après avoir soutenu en 1735 sa thèse De Arithmetica, quod sit summae scientiae species, Darjes acquit à l’université de Iena une réputation considérable en tant que professeur de philosophie. On rapporte que certains auditeurs étaient assis dans les escaliers pour suivre ses cours, les salles étant trop petites pour les accueillir tous, et qu’il aurait eu durant sa carrière plus de 10000 étudiants.
Parallèlement, Darjes poursuivait ses études de jurisprudence à l'université de Iena. En 1739, il reçut le titre de docteur en droit et commença à enseigner dans cette même université cette discipline, perpétuant la tradition du droit naturel défendue par Hugo Grotius et Johann Jakob Lehmann. En 1744 il fut admis en qualité de professeur de morale et de politique. En 1751 il se maria avec Marta Friderica Reichardt (1739–1794) et publia cette même année la première édition de ses Erste Gründe der philosophischen Sittenlehre. Entre 1749 et 1752, il publia en quatre volumes ses Philosophische Nebenstunden. En 1756 Il accéda à la fonction de vice-recteur de l’université de Iena et créa un cercle philosophique autour de la revue Jenaische philosophische Bibliothek, qui cependant fut supprimée en 1760 durant la guerre de sept ans. En 1763 il répondit à l’appel de Frédéric II et passa à l’université de Viadrina (Francfort-sur-Oder) où il enseigna jusqu’à sa mort en 1791.
Darjes introduit le caméralisme à l’université de Viadrina et fonda en 1766 la Société royale savante pour l’utilité des Sciences et des Arts. Après avoir accédé en 1772 au poste de recteur de l’université, il reçut en 1786 pour sa 50e année d’enseignement une médaille à son effigie de l’artiste berlinois Abraham Abramson (de), sur laquelle était inscrite la devise « Via ad veritam –Pietatis monumentum ». Darjes était par ailleurs membre de la Loge maçonnique des Trois Roses, dont il fut un certain temps le grand-maître.

## Œuvres

### Écrits de Darjes

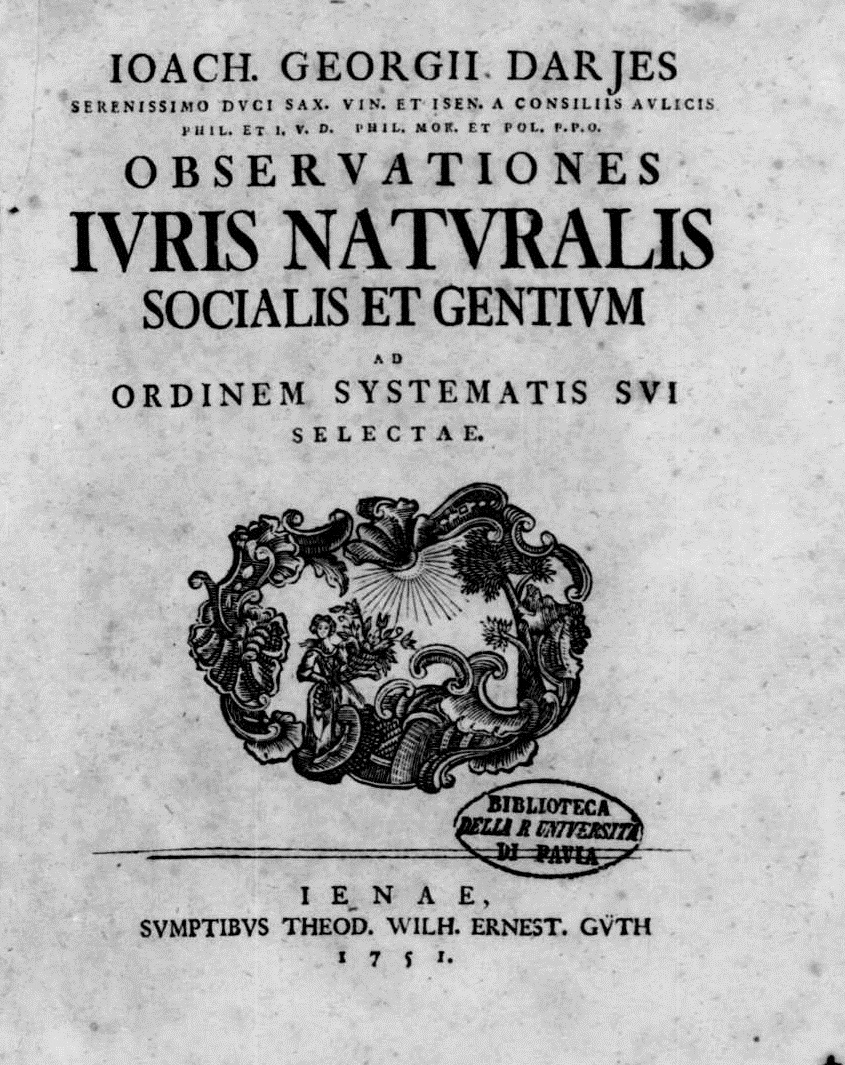
Observationes iuris naturalis socialis et gentium, 1751

- De pluralitate personarum in Deitate ex solis rationis principiis demonstrata. Jena 1734
- Dissertationem metaphysicam de possibilitate creationis mundi aeterno, Jena, 1735
- (de) Die Lehrende Vernunft-Kunst: welche eine vernünftige Anweisung zur Verbesserung der Kräfte des Verstandes in Beurtheilung und Erfindung der Wahrheiten in sich enthält und aus der Natur der Seele in Mathemathischer Lehr-Art zur Grundlegung zu einer höheren Wissenschaft und zum Nutzen seiner Zuhörer aufgesetzet worden. Jena 1737.
- Institutiones jurisprudentiae universalis, in quibus omnia juris naturae socialis et gentium capita in usum auditorii sui methodo scientifica explanantur, Jena 1740.
- Introductio in artem inveniendi seu Logicam theoretico-practicam, qua Analytica atque Dialectica proponuntur. Jena 1742.
- Elementa Metaphysices Tomus prior, qui philosophicam primam, Ontologiam, Monadologam, Somatologiam atque Mechanologiam complectitur, et ad Philosophiam, inprimis de Animabus, Spiritibus, Deo, Mundo, atque civitate divina, cognitionem, viam sternit. Jena 1743
- (de) Anmerkungen über einige Lehrsätze der Wolfischen Metaphysic. Verlegts Georg Michael Marggraf, Frankfurt und Leipzig 1748.
- (de) Philosophische Nebenstunden. Gollner, Jena 1749—1752. vol. 1, vol. 2, vol. 3, vol. 4
- (de) Erste Gründe der philosophischen Sitten-Lehre auf Verlangen und zum Gebrauche seiner Zuhörer entworfen. Christian Heinrich Cuno, Jena 1750; 1755 ; 1762
- (la) Observationes iuris naturalis socialis et gentium, vol. 1, Iéna, Theodor Wilhelm Ernst Guth, 1751 (lire en ligne)
  - (la) Observationes iuris naturalis socialis et gentium, vol. 2, Iéna, Theodor Wilhelm Ernst Guth, 1754 (lire en ligne)
- Via ad veritatem. Commoda auditoribus methodo demonstrata. Jena, 1755
- (de) Erste Gründe der Cameral-Wissenschaften, darinnen die Haupt-Theile so wohl der Oeconomie als auch der Policey und besondern Cameral-Wissenschaft in ihrer natürlichen Verknüpfung zum Gebrauch seiner academischen Fürlesung entworfen v. Joachim Georg Darjes. verlegts Johann Adam Melchiors Wittwe, Jena 1756. Nachdruck: Scientia-Verlag, Aalen 1969.
- (de) Entwurf einer Real-Schule zur Erziehung armer Kinder zum Nutzen der wirthschaftlichen Beschäftigungen. Marggraf, Jena 1761.
- (de) Discours über Natur - und Völkerrecht. Jena 1762, Nachdruck : Keip, Goldbach 1999.
- (de) Erste Gründe der gesamten Mathematik darinnen die Haupt-Theile sowohl der theoretischen als auch praktischen Mathematik in ihrer natürlichen Verknüpfung auf Verlangen und zum Gebrauch seiner Zuhörer entworfen. Christian Heinrich Cuno, Jena 1758.
- Einleitung in des Freyherrn von Bielefeld Lehrbegriff der Staatsklugheit (mit Autobiographie), Verlegts Johann Wilhelm Hartung, Jena 1764.
- (de) Weg zur Wahrheit auf Verlangen übersetzt, mit Anmerkungen und Beyträgen begleitet. Francfort, a. d. Oder 1776.

### Écrits en collaboration
- Jakob Wilhelm Blaufuß und Joachim Georg Darjes: Ihrem vornehmen Mitgliede ... Joachim Georg Darjes ... suchte bey Desselben hoch beglückten Vermählung mit .̤ Martha Friederika Reichardinn ... Die teutsche Gesellschaft in Jena in nachstehender Ode die Regungen der Freude und Hochachtung zu bezeugen. Fickelscherr, s.a., Jena
- Christian Reichardt und Joachim Georg Darjes: Von vieljähriger Nutzung der Aecker ohne Brache und wiederholte Düngung: woher zugleich eine Anweisung die Korn- und Hülsen-Früchte, nebst dem Hanfe, Flachse und einigen Klee-Gewächsen, zu erbauen, gegeben, Mit Kupfern erläutert. Nonne, Erfurt 1754
- Joachim Georg Darjes und Johann Sebastian Pabst : Gründliche Anweisung zur Rechenkunst : darinnen nach einer ganz leichten und neuen Art vollständig und hinlänglich mit und ohne Brüche zu rechnen gezeiget wird, den Anfängern zum Besten. Christian Heinrich Cuno, Jena 1764
- Das 44ste Geburts-Fest Sr. Königlichen Majestät Friedrich Wilhelms II. gefeiert den 25. sept. 1787 in einer öffentl. Zusammenkunft von d. zum Nutzen d. Künste u. Wissenschaften allergnädigst bestätigten gelehrten Gesellsch. zu Frankfurt a.d. Oder: mit 1 Zuschrift von Joachim Georg Darjes. Oehmogcke, Cüstrin 1787

## Études sur Darjes
- Joachim Bauer und Gerhard Müller: "Joachim Georg Darjes (174-1791), Aufklärer, Pädagoge und Freimaurer" in Zwischen Geheimnis und Öffentlichkeit : Jenaer Freimauerei und studentische Geheimgesellschaften, Jena Academica & Studentica Jenensia, 1991, S.129-199
- Joachim Bauer und Gerhard Müller, "Zwischen Theologie und praktischen Wissenschaften: Der Aufklärer Joachim Georg Darjes" in Naturwissenschaften um 1800: Wissenschaftskultur in Jena- Weimar, Verlag Hermann Böhlau, Weimar, 2001, S.142-154
- (de) Matthias Fritsch: Religiöse Toleranz im Zeitalter der Aufklärung. Naturrechtliche Begründung – konfessionelle Differenzen. Meiner Felix Verlag GmbH, mai 2004,  (ISBN 3-7873-1658-2), S. 149 ff.
- (de) Florian Gärtner, Joachim Georg Darjes und die preußische Gesetzesreform : ein Beitrag zur Entstehungsgeschichte des ALR. Univ., Diss. Trier, 2006. S. 149 ff., Duncker & Humblot GmbH, 2007,  (ISBN 3-428-12403-0)
- Lutz Patitz, Joachim Georg Darjes (1714-1791), Universitätslehrer in Frankfurt an der Oder, Frankfurt an der Oder : Kleist-Gedenk- und Forschungstätte, 1991, S.16
- (de) Peter Walther : Musen und Grazien in der Mark. 750 Jahre Literatur in Brandenburg. Band 2: Ein historisches Schriftstellerlexikon. Lukas Verlag, 2002, S. 87,  (ISBN 3-931836-69-X)
- Max Wundt, Die Philosophie an der Universität Jena, Jena, 1932, pp.105-117.